# Fissicrambus intermedius
Fissicrambus intermedius là một loài bướm đêm trong họ Crambidae.